# Estación de Verrey
La estación de Verrey es una estación ferroviaria francesa de la línea París - Marsella, situada en la comuna de Verrey-sous-Salmaise, en el departamento de Côte-d'Or, en la región de Borgoña. Por ella transitan únicamente trenes regionales.

## Situación ferroviaria
La estación se encuentra en un tramo desdoblado, de gran capacidad, de la línea férrea París-Marsella (PK 278,401 ).

## Descripción
Dispone de cuatro vías y tres andenes, dos laterales y uno central.
Configurada como un apeadero no dispone de atención comercial, ni de edificio para viajeros.

## Servicios ferroviarios

### Regionales
Los TER Borgoña enlazan las siguientes ciudades:
- Línea Les Laumes-Alésia - Dijon.
- Línea Auxerre  - Dijon.